# Парадокс Триффина
В начале 1960-х годов Роберт Триффин указал на противоречие, которое возникает, если для международных расчётов и национальных валютных резервов используется валюта только одного государства. Его можно сформулировать так:

Для того, чтобы обеспечить центральные банки других стран необходимым количеством долларов для формирования национальных валютных резервов, необходимо, чтобы в США постоянно наблюдался дефицит платёжного баланса. Но дефицит платёжного баланса подрывает доверие к доллару и снижает его ценность в качестве резервного актива, поэтому для укрепления доверия требуется профицит платёжного баланса.

Впоследствии это противоречие получило название дилеммы Триффина (англ. Triffin Dilemma).
Парадокс Триффина обычно связывают с кризисом Бреттон-Вудской системы.
Для разрешения этого противоречия Триффин предложил создать специальную международную валюту, которая не будет привязана к золоту или какой-то национальной валюте. Так Триффин поддерживал идею введения международной валюты «банкор». В 1969 году Международный валютный фонд начал эмитировать искусственное платёжное средство — «Специальные права заимствования».